# Établissements Alma
Alma (Альма) — з 1926 року французький виробник автомобілів. Штаб-квартира розташована в місті Курбевуа. У 1929 році компанія припинила виробництво автомобілів.

## Заснування компанії
Авіаінженер Генрі Вален і Моріс Коке заснували компанію Établissements Alma в Курбевуа, північному передмісті Парижа, по сусідству з фірмою Alda, у 1926 році і почали виробництво автомобілів.

## Початок виробництва автомобілів
Компанії вдалося протриматися всього 4 роки, але єдина її модель залишилася у французькій автомобільній історії, як одна з найпримітніших. Це було низьке спортивне двомісне купе Alma Six (або Alma6) з компактним 6-циліндровим рядним верхньоклапанним двигуном, робочим об'ємом 1642 см3, і колінчастим валом на 7 опорах. Пізніше об'єм двигуна збільшили до 1850 см3. У кожному циліндрі був один випускний клапан і два впускних, кожен зі своїм власним патрубком. На низьких режимах було достатньо лише одного всмоктувального патрубка і одного впускного клапана, при збільшенні швидкості вмикався другий клапан, до якого по іншому патрубку підводилася додаткова кількість паливної суміші. В результаті мотор мав таку високу динаміку, що йому цілком вистачало простої двоступеневої коробки передач. Автомобілі Alma мали гальма на всіх колесах. Досить привабливий кузов цього автомобіля розробив сам Генрі Вален.

## Закриття компанії
У 1927 році було випущено близько дванадцяти автомобілів. У 1929 році компанія припинила діяльність.

## Список автомобілів Alma
- 1927 - Alma Six